# Schanzkorb

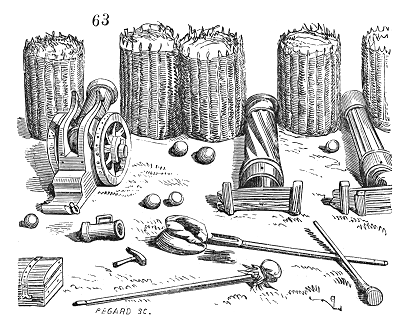
Schanzkörbe des 16. Jh.

Schanzkörbe sind mit Erde gefüllte Behälter zum Bau von Feldbefestigungen durch das Militär. Schanzkörbe werden seit der Einführung des Schießpulvers vor allem im Festungskrieg verwendet; sie dienen vornehmlich im Stellungsbau der Verstärkung von Brustwehren, Sappen und Unterständen.

## Entwicklung
Historisch bestanden Schanzkörbe aus zylindrischen Geflechten aus Weidenruten, die mit Erde oder Sand gefüllt wurden; in der Regel hatten die Schanzkörbe keinen Boden. Die Maße waren unterschiedlich, doch zumindest im Deutschen Reich wurde in der zweiten Hälfte des 19. Jahrhunderts eine Normierung auf 1,30 m Höhe und 0,60 m Durchmesser eingeführt. Die Schanzkörbe bestanden aus flexiblem Material, gefüllt mit Erde oder Sand, und konnten so die Wirkung von gegnerischen Geschossen besser absorbieren. In den Laufgräben konnten die Sappeure die leichten Körbe einfach bewegen und sie vor Ort mit Erde auffüllen. Außerdem waren die Schanzkörbe leicht zu improvisieren und äußerst billig in der Herstellung.
Die kleinste Art der Schanzkörbe waren mit ca. 70 cm Höhe und 40 cm Durchmesser die Sappenkörbe, die dicht nebeneinander gesetzt und mit Pfählen in die Erde getrieben wurden, wo sie die Soldaten schnell mit Erde auffüllten. Andere Körbe hatten eine Höhe von etwa einem Meter und einen Durchmesser von 60–70 cm und dienten zur Befestigung der Brustwehren. Waren die Körbe noch höher und breiter, dienten sie in erster Linie dem Schutz von Artilleriestellungen und wurden Batteriekörbe genannt.
In einigen Teilen Deutschlands wurden diese Körbe auch zum Bau von Deichen oder Dämmen verwendet. Auch wurden aus ihnen sogenannte Schanzkorbbrücken gebaut. Heute sind derartige Baumittel als Gabionen bekannt. Sie bestehen meist nicht mehr aus Weidenruten, sondern aus einem Metallkäfig oder Draht.

## Hesco bastions
Die moderne Form, sogenannte Hesco bastions, bestehend aus Stahlgitterkörben, ähnlich Gabionen, von bis zu 30 m Länge, kann mit geringem Personaleinsatz errichtet werden und wird von vielen Streitkräften, beispielsweise der U.S. Army, zum Bau militärischer Befestigungen verwendet.
Auch die deutsche Bundeswehr nutzt diese Art der Feldbefestigung für die Absicherung ihrer Feldlager z. B. in Afghanistan. Pioniergeräte wie Radlader und Raupen können ein Mauerstück aus je zwei nebeneinander und einem darauf stehenden Korb in 20 Minuten errichten. Für ein gleich langes Wandstück aus ca. 1500 Sandsäcken würden 10 Soldaten etwa 7 Stunden benötigen.

Die deutschen Kampfeinheiten der Task Force Kunduz III (Ausbildungs- und Schutzbataillon), die 2011 im afghanischen Unruhedistrikt Char Darah operierten, haben ihre Gefechtsfahrzeuge, die Schützenpanzer Marder, mit Hilfe von Schanzkörben zu rollenden Festungen ausgebaut. Sie schnitten Hescogitter zurecht, verbanden diese fest mit dem Panzer, füllten sie mit Sandsäcken und verkleideten sie mit Jute-Stoff, wodurch Gewehrauflagen, Deckungen und weiterer Stauraum geschaffen werden konnte.

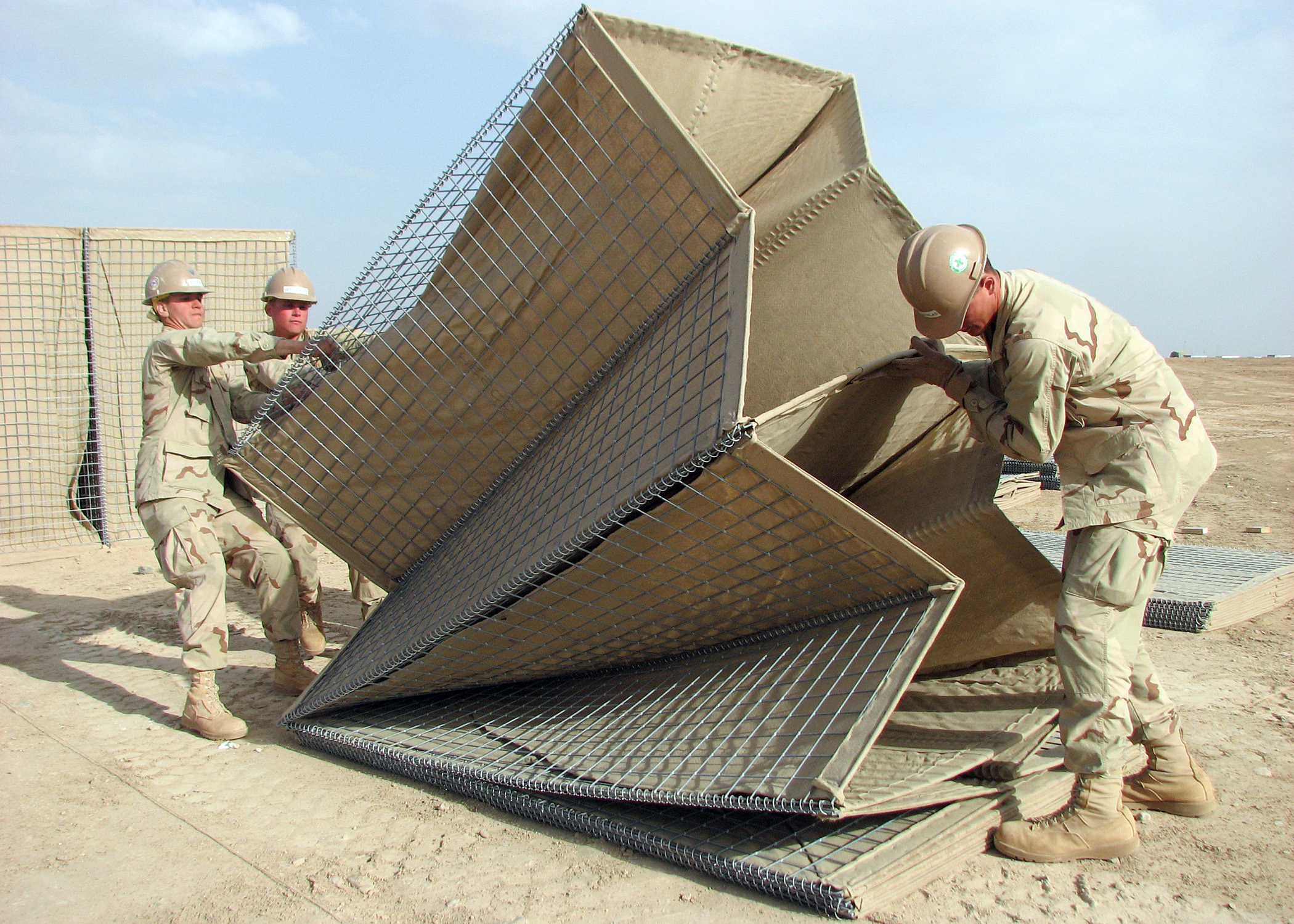
Hesco bastion wird errichtet
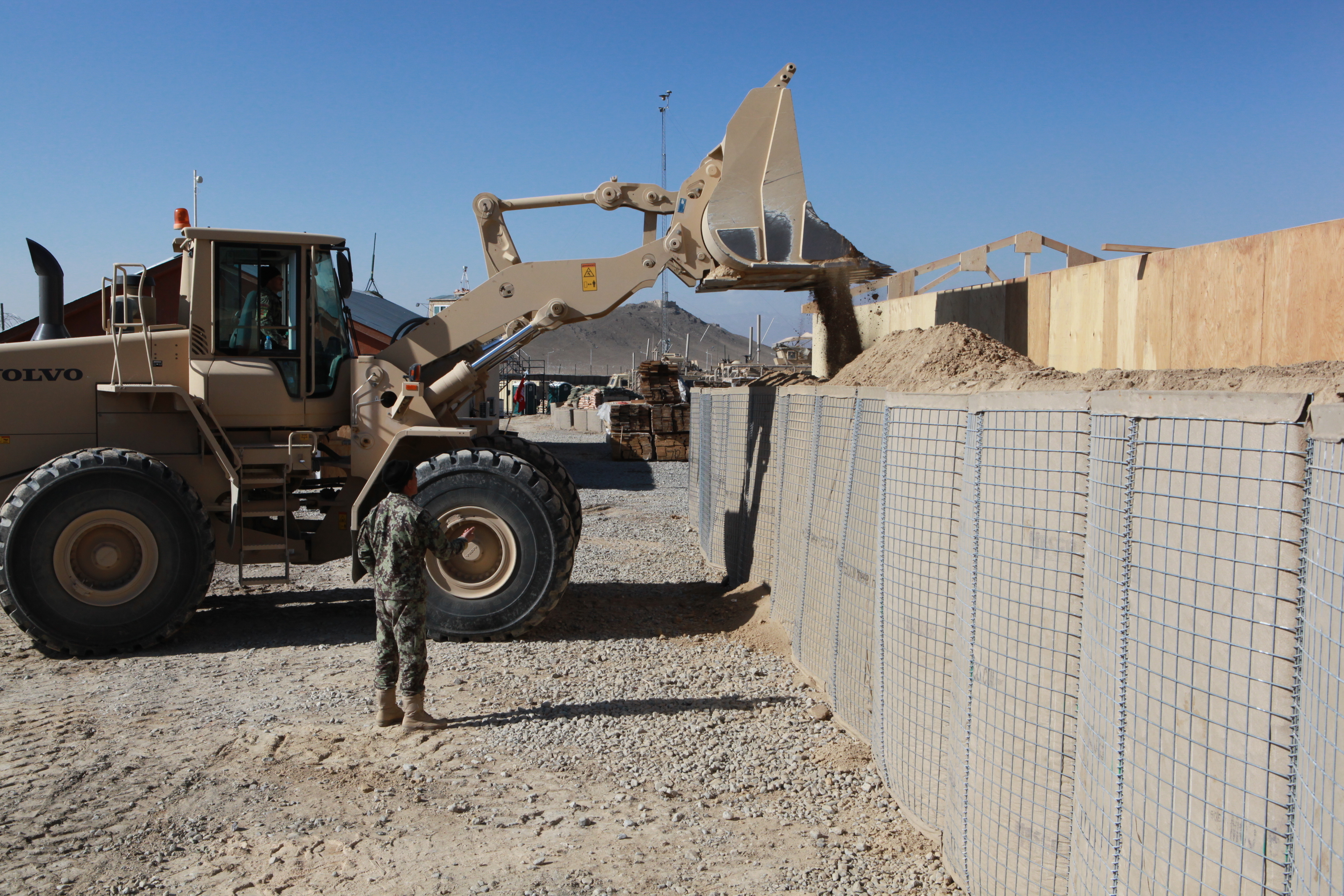
Hesco bastion wird befüllt
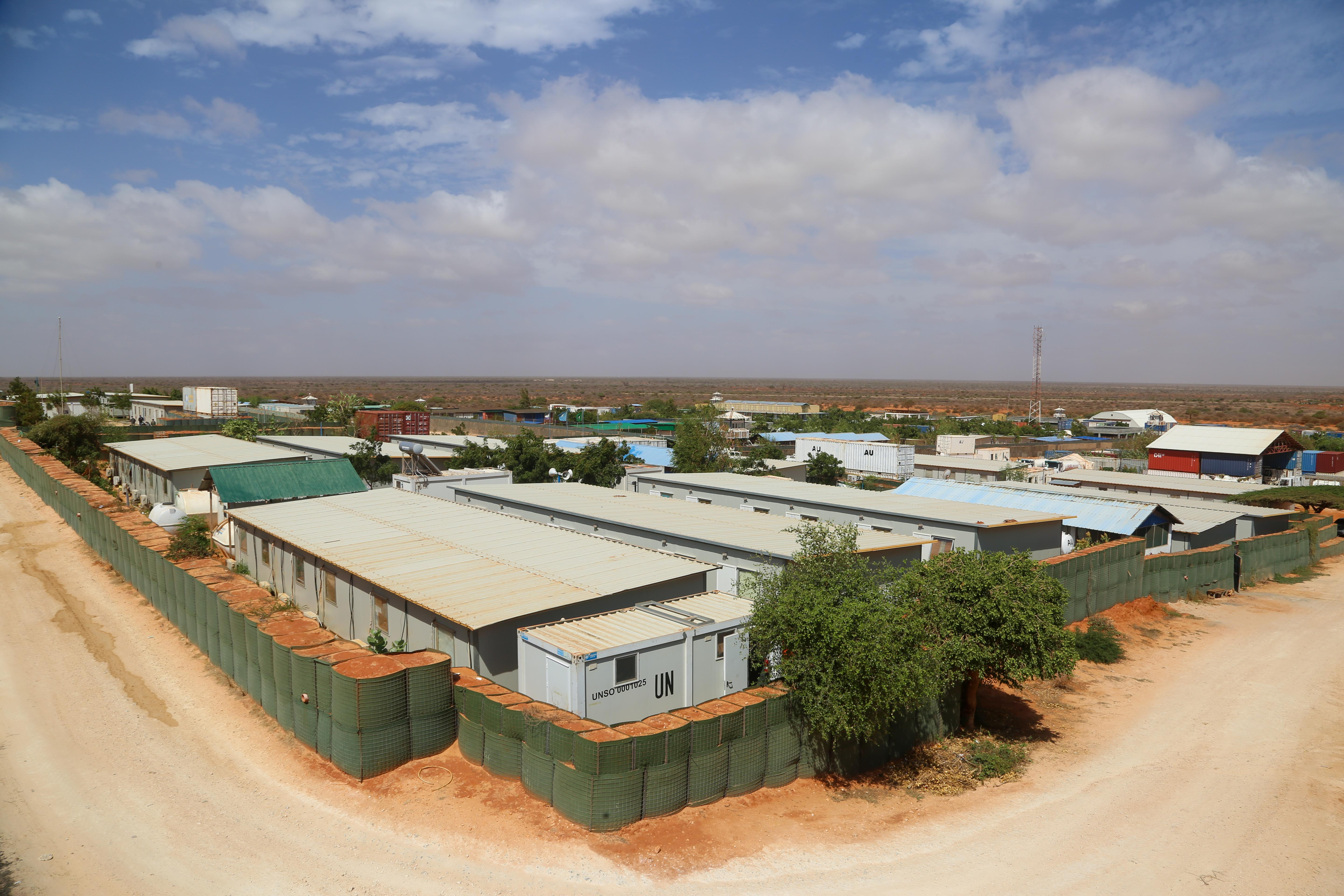
Hesco bastions zum Schutz einer Polizeistation in Somalia